# Karmelo Landa
Karmelo Landa Mendibe (ur. 16 lipca 1952 w Ea) – hiszpański polityk i nauczyciel akademicki narodowości baskijskiej, działacz baskijskich nacjonalistów, od 1990 do 1994 eurodeputowany III kadencji.

## Życiorys
Pochodzi z rodziny związanej z morzem, jego brat Klaudio Landa został dziennikarzem. Ukończył studia z historii na Universidad de Deusto, kształcił się tam także w zakresie filozofii i literatury. Od 1973 pracował jako nauczyciel w szkołach baskijskojęzycznych (ikastola) w Guernice i Bilbao, współpracował także z czasopismami Basków. Od 1980 zatrudniony na stanowisku profesorskim na wydziale nauk społecznych i informacyjnych Universidad de Deusto, gdzie został prodziekanem i szefem departamentu baskijskiego. Zasiadał też w radzie nadzorczej publicznego baskijskiego nadawcy EITB oraz w radzie zarządzającej Uniwersytetu Kraju Basków.
Należał do komunistycznego ruchu Euskadiko Mugimendu Komunista, w 1973 uczestniczył też w rozruchach studenckich. Później zaangażował się w działalność Herri Batasuny (przekształconej później w Batasunę), od 1995 należąc do jej władz. W 1989 kandydował do Parlamentu Europejskiego. Mandat objął 6 września 1990 w miejsce Txemy Montero, pozostając posłem niezrzeszonym. W 1994 nie uzyskał reelekcji, w listopadzie tegoż roku wybrano go natomiast do Eusko Legebiltzarra, parlamentu Kraju Basków.
Po tym, jak Herra Batasuna użyła w spocie telewizyjnym nagrania grupy terrorystycznej ETA, był jednym z oskarżonych w procesie sądowym. W styczniu 1998 Sąd Najwyższy wydał wyrok skazujący, przez co utracił mandat parlamentarny. Wyrok ten anulowało orzeczenie Trybunału Konstytucyjnego z lipca 1999, Landa wyszedł wówczas na wolność. W międzyczasie utracił jednak wpływy w partii. W 2002 oskarżono go o przynależność do grupy powiązanej z ETA, w 2008 został w związku z tym aresztowany (co spotkało się z protestami organizacji broniących praw człowieka). Ostatecznie w 2015 usłyszał (wraz z innymi członkami partii) wyrok skazujący na karę powyżej roku więzienia.